# LEW/Vektor
 (avril 2025).
Motif : Où sont les sources permettant de démontrer l'admissibilité de cette entreprise sur Wikipédia ?
- Archive Wikiwix
- Bing
- Cairn
- DuckDuckGo
- E. Universalis
- Gallica
- Google
- G. Books
- G. News
- G. Scholar
- Persée
- Qwant
- (zh) Baidu
- (ru) Yandex
- (wd) trouver des œuvres sur Wikidata

| 1. | Préciser le motif de la pose du bandeau. | Précisez le motif de la pose du bandeau en utilisant la syntaxe suivante : {{admissibilité à vérifier\|date=avril 2025\|motif=remplacez ce texte par le motif}}                 |
| 2. | Informer les utilisateurs concernés.     | Pensez à avertir le créateur de l'article, par exemple, en insérant le code ci-dessous sur sa page de discussion : {{subst:avertissement admissibilité à vérifier\|LEW/Vektor}} |

Lyttleton Engineering Works (en afrikaans : Lyttleton Ingenieurswerke, LIW) est une ancienne entreprise d'armement sud-africaine. Fondée en 1953 à Pretoria pour fournir en armes les Forces armées sud-africaines, elle est intégrée en 1967 dans Armscor, puis rebaptisée Vektor au moment de la fondation de Denel en 1992. Elle possède une filiale nord-américaine : Vektor USA.

## Production
- LIW obtint d'abord des licences belges pour produire les FN FAL (R1/R2) et FN MAG.
- Elle produisit ensuite des Uzi et Galil sous licences israéliennes.